# Petraro (Corigliano-Rossano)
Il Petraro ("U Petràr" nel dialetto locale) è una frazione del comune di Corigliano-Rossano (CS).

## Geografia fisica
Contrada Petraro si trova a circa 120/150 metri s.l.m. e perciò gode di un'ottima vista sul Mar Ionio e su tutto il litorale rossanese. 
È situata in una piccola valle ubicata tra Contrada Lampa Patire e Contrada Ciminata (divisa nelle due proprietà di Ciminata Greco e Ciminata Falco che rappresentano, con i loro caseggiati del XVII-XIX secolo, l'emergenza architettonica più importante della zona) e dista circa 4 km dallo Scalo di Rossano.
Il territorio è costeggiato dal corso del Torrente Grammisate, noto fra gli abitanti come "a jumara" (letteralmente "la fiumara").
Man mano che si procede verso sud, il paesaggio da collinare diventa pre-montagnoso, caratterizzato soprattutto da conifere (pini e abeti).
Le principali contrade limitrofe sono Varia De Franchis, Gutterie, Scavino, Salinella, S. Francesco, Spina Santa e Piragineti. Nelle vicinanze, inoltre, si trova l'Abbazia di Santa Maria del Patire, nota anche con il nome di "Patirion".
Percorrendo la strada di Contrada Petraro, si può arrivare fino in Sila attraversando altre frazioni rossanesi, fra le quali si ricordano Acqua del Fico, Nucitano, Ceradonna, Bellavista, Toscanello e Piana dei Venti.

## Attività produttive
Il clima della frazione, tipico delle zone collinari, insieme alla sua relativa vicinanza al mare, rende la zona particolarmente adatta alla coltivazione di agrumi, di piantagioni di ulivo e dell'uva, alle quali è collegata una apprezzata produzione artigianale di olio di oliva e di vino.
È tipico degli abitanti locali, inoltre, dedicarsi alla cura dell'orto, i cui frutti sono destinati per lo più al consumo familiare.
Particolarmente diffuso risulta l'allevamento di pollame, ma non va dimenticata la presenza di ovini, suini e bovini.
Tali attività consentono una discreta produzione di carni, uova, salumi e prodotti caseari.

### Coltivazione delle clementine
Contrada Petraro è caratterizzata soprattutto da vastissime aree coltivate ad agrumi, prevalentemente mandarini della specie Citrus × clementina.
Recenti studi hanno confermato che il suo caratteristico microclima, caratterizzato da una naturale e costante escursione termica particolarmente favorevole, permette la maturazione delle clementine già nel periodo di fine settembre, rendendole più gustose e saporite, oltre che più durature e salutari, di quelle che provenienti da altri posti. Per questo motivo, le clementine di questa zona sono molto pregiate, non solo in Italia, ma anche nel mondo.

## Società

### Religione
La frazione rientra nel territorio della parrocchia di San Pio X, appartenente all'Arcidiocesi di Rossano-Cariati.
Caratteristica e molto sentita a livello popolare è la festa di questa contrada, che si celebra ogni anno il 16 di luglio, giorno in cui si festeggia la Madonna del Carmine alla quale è intitolata anche la chiesetta locale.

## Economia

### Turismo
Il clima temperato, la vicinanza al mare e al centro cittadino, l'ambiente agreste, tranquillo e rilassante, e la possibilità di gustare i prodotti tipici della cucina locale rendono il Petraro un luogo adatto alla villeggiatura, anche grazie alla presenza di diverse aziende agrituristiche.
La contrada è collegata al centro cittadino tramite il tracciato originario della SS 106 ed è raggiungibile anche usando il servizio di linea del trasporto urbano.